# San Isidro (Buenos Aires)
San Isidro is een plaats in het Argentijnse bestuurlijke gebied San Isidro in de provincie Buenos Aires. De plaats telt 45.190 inwoners.

## Religie
Het is sinds 1957 de zetel van het rooms-katholieke bisdom San Isidro.

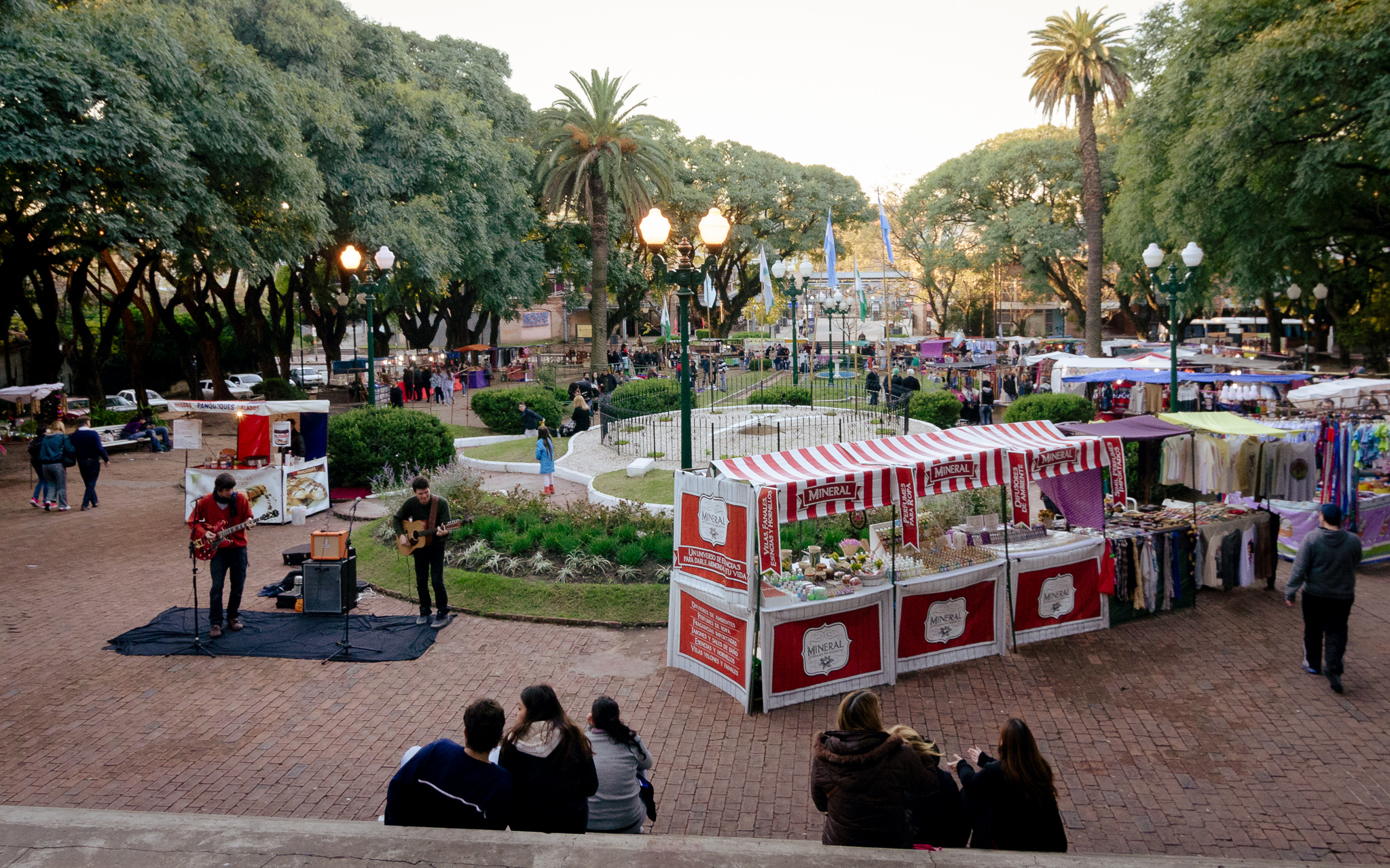
Feest in San Isidro
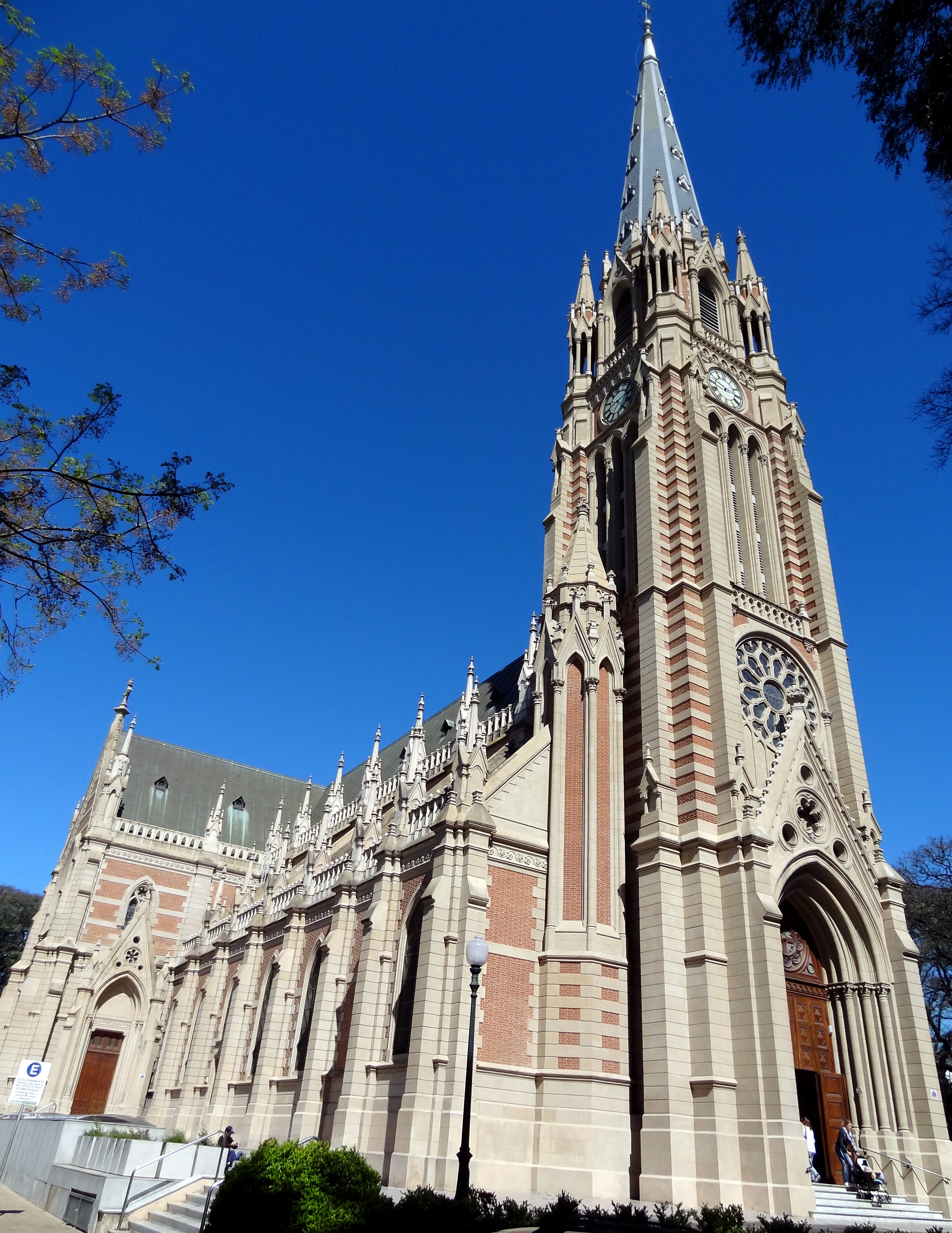
Kathedraal van San Isidro

## Geboren
- Andrés Kogovsek (1974), handballer